# Новопокровка (Иланский район)
Новопокро́вка — село в Иланском районе Красноярского края. Административный центр Новопокровского сельсовета.

## География
Село находится в восточной части Красноярского края, в пределах Канско-Рыбинской котловины, при автодороге 04Н-404, на расстоянии приблизительно 11 км (по прямой) к северу от Иланского, административного центра района. Абсолютная высота — 301 м над уровнем моря.
Климат
Климат характеризуется как резко континентальный, с продолжительной морозной зимой и коротким тёплым летом. Абсолютный максимум температуры воздуха составляет 38 °C; абсолютный минимум — −53 °C. Продолжительность безморозного периода составляет в среднем 95 дней. Среднегодовое количество атмосферных осадков составляет 422 мм, из которых большая часть выпадает в тёплый период (максимально в июле -августе).

## История
Основано в 1909 году. По данным 1926 года в деревне Ново-Покровка имелось 114 хозяйств и проживало 606 человек (302 мужчины и 304 женщины). В национальном составе населения того периода преобладали русские. В административном отношении являлась центром Ново-Покровского сельсовета Амонашевского района Канского округа Сибирского края.

## Население
| 2010 |
| ---- |
| 566  |

Половой состав
По данным Всероссийской переписи населения 2010 года, в гендерной структуре населения мужчины составляли 48,2 %, женщины — соответственно 51,8 %.
Национальный состав
Согласно результатам переписи 2002 года, в национальной структуре населения русские составляли 95 % из 556 чел.